# Kiaone-Inseln
Die Kiaone-Inseln sind eine aus zwei Sandstein-Inseln bestehende mauretanische Inselgruppe. Sie liegen in der Bay of Arguin, etwa fünf Kilometer vor der Küste. Die Entfernung zwischen den beiden Inseln beträgt etwa eine nautische Meile. Bei Ebbe trennt die beiden Inseln nur Wattfläche.

## Inseln
- Karte mit allen Koordinaten:
- OSM |
- WikiMap

Kiaone West  (20° 01′ N, 016° 18′ W), auch Grande Kiaone genannt, misst 1200 mal 300 Meter und ragt zwischen 12 und 15 Meter aus dem Atlantischen Ozean. Drei Seiten der Insel weisen Steilhänge auf, die vierte, östliche Seite läuft in einem Schutthang aus.
Kiaone East  (20° 00′ N, 016° 17′ W), auch Petite Kiaone genannt, misst nur 450 mal 50 Meter und ragt 6 Meter aus dem Atlantischen Ozean.
Als Bestandteil des 1976 gegründeten Nationalpark Banc d’Arguins sind die Inseln seit 1982 ein Ramsar-Gebiet und zählen seit 1989 zum Weltnaturerbe.

## Fauna
Nach Einschätzung der Zoologen Alan Johnson und Frank Cèzilly weist die kleine Inselgruppe eine der weltweit ungewöhnlichsten Brutkolonien von Rosaflamingos auf. Diese brüten auf dem blanken Felsen hoch über dem Meeresspiegel. Die Brutkolonie wurde erst 1957 entdeckt und war der erste Brutnachweis von Rosaflamingos für Mauretanien. Seitdem sind für diese Inseln Brutkolonien beobachtet worden, die tausende von Brutpaaren umfasst. So wurden im April des Jahres 1999 auf Grande Kianone 13060 Brutpaare gezählt und im Juni desselben Jahres 9718 Jungvögel, die sich auf zwei Crèches aufteilten.
Rosaflamingos sind nicht die einzigen Vögel, die auf den Kiaone-Inseln brüten. Raubseeschwalben, Königsseeschwalben, Kormorane, Graureiher und Löffler brüten ebenfalls auf diesen Inseln.

## Belege
1. ↑  Alan Johnson und Frank Cézilly: The Greater Flamingo. T & AD Poyser, London 2007, ISBN 978-0-7136-6562-8, S. 235